# Воислав Сайкович
Воислав Сайкович (на сръбски: Војислав Сајковић или Vojislav Sajković) e сърбоманин от Македония, офицер от Югославската армия в отечеството (ЮАО).

## Биография
Роден е на 9 август 1915 година в поречкото село Брезница в семейството на Сенадин и Достана. Началото на окупацията го заварва като монополен чиновник в Скопие. Мести се в Крушевац, където изпълнява същите задължения. Заминава за Рашка, но след месец се връща на същия пост в Крушевац. Докато е в Рашка, се среща с монополния чиновник Влада Йованович, който го информира, че скоро ще се присъедини към организацията на Дража Михайлович и му предлага да направи същото. Сайкович приема предложението и в началото на май 1942 година отиват в Ниш, където се срещат със Сенадин Сайкович, бащата на Воислав Сайкович и Войче Търбич. На срещата трябва да присъства и поречкият сърбоманин Божидар Видоевич, състудент на Сайкович от Белград, но той не успява да дойде навреме. На следващия ден заминават за Лесковац, където се срещат с Радослав Джурич и правят планове за бъдещи действия.
В средата на юни 1942 година Сайкович, Търбич и Видоевич са изпратени в Македония да организират части на ЮАО. Пристигат в Скопие и оттам заминават за Поречието. Видоевич се връща в Скопие, за да продължи там опитите за формиране на четническото движение, а другите двама се прехвърлят в областта под албански контрол със същата задача. В Тетово откриват Душан Степанович, Жика Милковиач и Парич. След това отиват в Гостивар. В средата на ноември Сайкович се среща с Видоевич, който го информира, че в Кичево е създадена организация, оглавявана от подполковник Стеван Маркович и неговия заместник, лейтенант Марко Миланович. 
Тъй като четническото движение е разкрито в Поречието, Сайкович и Търбич отиват в Сърбия за консултации с началниците си, където остават до средата на май 1943 година. При завръщането им в Поречието ги чака чета от над 30 четници, които ръководят организацията в тяхно отсъствие. Отрядът се командва от Душан Стеванович. В доклада си до Сайкович и Търбич той заявява, че е работил дълго време върху организирането на хората и че отзвукът е добър, и че всички комитети са активни и на разположене. През юли 1943 година Миливое Търбич издава заповед на Видоевич незабавно да започне организирането на младежта. Видоевич изпълнява тази длъжност до септември същата година. Неговите задължения се поемат от Стоян Маркович, докато на Видоевич е възложено да организира пропагандната дейност и разузнавателна работа. Той отговаря пред Стоян Маркович за дейността си, а Маркович е в пряка връзка с Войче Търбич. По-късно Видоевич се връща в Скопие, за да укрепи и разшири организацията, след което се прехвърля да организира на албанска територия.
След края на войната Сайкович е арестуван от комунистическите власти няколко пъти. За първи път е арестуван през 1944 година в Кичево за участие в четническото движение. В затвора е до август 1945 годна, когато е освободен. Вторият път Сайкович е арестуван на 7 март 1946 година в Скопие за убийството на българския полицай Стоян от село Локвица. Сайкович е преместен от затвора в Дирекцията за държавна сигурност в Скопие, където срещу него се води разследване за опит за подновяване на четническото движение. През октомври 1946 година Воислав Сайкович е осъден на три години затвор с принудителен труд. Сайкович обжалва присъдата, но на 15 януари 1947 година съдът я увеличва от три на пет години затвор.
Умира на 17 юли 1981 година в Скопие.